# D'un film à l'autre
Pour plus de détails, voir Fiche technique et Distribution.
D'un film à l'autre est un documentaire français réalisé par Claude Lelouch en 2011, dans lequel il fait le bilan de sa carrière.

## Synopsis
Claude Lelouch fait le bilan de sa carrière. 

## Fiche technique
- Réalisation et scénario : Claude Lelouch
- Musique : Francis Lai
- Montage : Stéphane Mazalaigue
- Société de production : Les Films 13
- Producteur : Claude Lelouch
- Distribution : Les Films 13
- Format : 35mm
- Pays :  France
- Langue : français

## Distribution
- Claude Lelouch : lui-même[1]

Et dans leur propre rôle : Anouk Aimée, Sharon Stone, 
Fanny Ardant, Géraldine Chaplin, Audrey Dana, Françoise Fabian, Catherine Deneuve, Annie Girardot, Nicole Garcia, Maïwenn, Charlotte Rampling, Lino Ventura, Jacques Brel, Aldo Maccione, Charles Denner Pierre Arditi, Richard Berry, Richard Anconina, Jean-Paul Belmondo, Yves Montand, Francis Lai, James Caan, Patrick Bruel, Gérard Darmon, Laurent Couson, Jacques Gamblin.

## Commentaires
Le film commence par un plan-séquence, issu du court métrage C'était un rendez-vous (1976) dans lequel un homme traverse Paris en voiture à toute vitesse pour rejoindre une femme.

## Autour du film
Dernier film de Jean-Paul Belmondo.